# Manuel Rivera Martorell
Manuel Rivera Martorell (Ferrol, España, 3 de octubre de 1904-Ferrol, España, 16 de noviembre de 1952) fue un futbolista español que se desempeñaba como centrocampista. También ejerció de entrenador, segundo entrenador, secretario técnico, directivo y delegado de equipo tras retirarse tras un problema cardiaco durante un partido.
El estadio Manuel Rivera, campo del Racing Club de Ferrol desde 1921 hasta 1993, fue nombrado en su honor en 1953.